# ANOKORO
『ANOKORO』（あのころ）は、2008年10月3日から2022年9月25日まで放送されていたラジオ番組である。毎週日曜17:00から17:50まで山陰放送（BSSラジオ）で放送されていた。

## 概要
- 番組コンセプトは、1960年代から1970年代の曲を中心に洋楽・邦楽（演歌を除く）問わず放送する、というものだった。
- リスナーからのリクエスト・お便りを募っているが、「リクエスト曲にまつわる思い出を、ぜひ書き添えて送って欲しい」と要望していた。
- パーソナリティーはBSSアナウンサーの桑本充悦。（かつてはBSSアナウンサーの1人が、毎週持ち回りで担当していた）
- 番組ホームページでオンエアした曲を確認することが出来た。
- 当初は偶数月は洋楽、奇数月は邦楽の1組のアーティストを特集していた。また、偶数月、奇数月に関わらず毎月最終週はリスナーからのリクエストをかけることになっていた。
- その後1つの年代に絞って曲をかけるという形式に変わり、以降は様々なテーマに合った曲をかけるという形式に変わった（最終回までこの構成だった）。

## 放送時間の変遷
- 番組開始当初から半年間は金曜21:00～21:50に放送し、2009年4月より月曜21:00～21:50に移動。そして、2009年10月より再び金曜21:00～21:50に戻った。
- 2009年4月より日曜に再放送を開始した。（その後、金曜夜21:00からに変更された）
- 2010年4月より隣接エリアのRSK山陽放送（RSKラジオ）でもネット開始。
- 2016年4月3日からは毎週日曜17:00～17:50の放送だった。

## 特別番組
- 中四国ライブネット
  - 2015年2月7日 - 中四国ライブネット枠で『ANOKOROスペシャル』を放送[4][5]。RSKラジオ以外では中四国のラジオ局で初のネットとなったもの。
  - 2022年5月8日 - 『「ANOKORO」から「KONOGORO」まで』を放送。ゲスト：松野義光（まつのよしみつ：「エル・パパミュージック」(鳥取市・音楽関連会社)社長）を迎え、桑本充悦の司会で構成[6]。

## 放送局
| 放送対象地域   | 放送局                    | 放送期間                      | 放送日時           | 放送系列 | 備考                                                  |
| -------------- | ------------------------- | ----------------------------- | ------------------ | -------- | ----------------------------------------------------- |
| 鳥取県・島根県 | 山陰放送 （BSSラジオ）    | 2008年10月3日 - 2022年9月25日 | 日曜17:00 - 17:50  | JRN NRN  | 制作局                                                |
| 岡山県         | RSK山陽放送 （RSKラジオ） | 2010年4月 - 2022年9月25日     | 日曜 21:00 - 21:50 | JRN NRN  | 2022年秋改編の都合上、2022年10月2日以降は新番組へ移行 |